# Pentatlo moderno nos Jogos Pan-Americanos de 2015 - Feminino
A competição feminina do pentatlo moderno nos Jogos Pan-Americanos de 2015 foi disputada em 18 de julho de 2015 no Centro Aquático CIBC Pan e Parapan-Americano, em Toronto, com 22 atletas. 

## Calendário
| Data        | Hora  | Fase                          |
| ----------- | ----- | ----------------------------- |
| 18 de julho | 11:15 | Esgrima                       |
| 18 de julho | 14:15 | Natação                       |
| 18 de julho | 16:55 | Hipismo                       |
| 18 de julho | 19:00 | Evento combinado tiro/corrida |

## Medalhistas
| Ouro   | BRA Yane Marques |
| Prata  | MEX Tamara Vega  |
| Bronze | MEX Mayan Oliver |

## Resultados
| Pos.              | Atleta              | Nacionalidade      | Esgrima Vitórias(pts) | Natação Tempo(pts) | Hipismo Pontos(pts) | Combinação Tempo(pts) | Pontos |
| ----------------- | ------------------- | ------------------ | --------------------- | ------------------ | ------------------- | --------------------- | ------ |
| Medalha de ouro   | Yane Marques        | BRA Brasil         | 18 (279)              | 2:12.18 (304)      | 14 (286)            | 13:41.25 (479)        | 1348   |
| Medalha de prata  | Tamara Vega         | MEX México         | 15 (252)              | 2:16.55 (291)      | 10 (290)            | 13:06.39 (514)        | 1347   |
| Medalha de bronze | Mayan Oliver        | MEX México         | 12 (224)              | 2:26.20 (262)      | 7 (293)             | 12:52.46 (528)        | 1307   |
| 4                 | Donna Vakalis       | CAN Canadá         | 11 (214)              | 2:22.42 (273)      | 24 (276)            | 12:44.83 (536)        | 1299   |
| 5                 | Melanie McCann      | CAN Canadá         | 13 (232)              | 2:20.67 (278)      | 1 (299)             | 13:38.27 (482)        | 1291   |
| 6                 | Isabel Brand        | GUA Guatemala      | 14 (242)              | 2:23.91 (269)      | 21 (279)            | 13:32.83 (488)        | 1278   |
| 7                 | Leydi Moya          | CUB Cuba           | 13 (234)              | 2:17.19 (289)      | 29 (271)            | 13:46.36 (474)        | 1268   |
| 8                 | Margaux Isaksen     | USA Estados Unidos | 10 (206)              | 2:15.54 (294)      | 33 (267)            | 13:38.17 (482)        | 1249   |
| 9                 | Pamela Zapata       | ARG Argentina      | 7 (174)               | 2:24.70 (266)      | 10 (290)            | 13:19.72(501)         | 1235   |
| 10                | Ayelen Zapata       | ARG Argentina      | 8 (187)               | 2:34.86 (236)      | 0 (300)             | 13:14.40 (506)        | 1229   |
| 11                | Samantha Achterberg | USA Estados Unidos | 6 (169)               | 2:18.53 (285)      | 7 (293)             | 13:47.32 (473)        | 1220   |
| 12                | Javiera Rosas       | CHI Chile          | 12 (217)              | 2:16.46 (291)      | 21 (279)            | 14:30.43 (430)        | 1217   |
| 13                | Larissa Lellys      | BRA Brasil         | 10 (206)              | 2:17.84 (287)      | 10 (290)            | 14:28.23 (432)        | 1215   |
| 14                | Priscila Oliveira   | BRA Brasil         | 11 (214)              | 2:18.23 (286)      | 42 (258)            | 14:25.67 (435)        | 1193   |
| 15                | Sophia Hernandez    | GUA Guatemala      | 16 (259)              | 2:30.31 (250)      | 19 (281)            | 15:11.04 (389)        | 1179   |
| 16                | Hillary Elliott     | CAN Canadá         | 12 (224)              | 2:21.11 (277)      | 49 (251)            | 15:14.78 (386)        | 1138   |
| 17                | Loreto Gajardo      | CHI Chile          | 6 (162)               | 2:19.74 (281)      | 3 (297)             | 15:06.80 (394)        | 1134   |
| 18                | Ximena Dieguez      | GUA Guatemala      | 7 (182)               | 2:31.83 (245)      | 7 (293)             | 15:01.76 (399)        | 1119   |
| 19                | Blanca Kometter     | PER Peru           | 8 (177)               | 2:27.09 (259)      | 51 (249)            | 16:51.69 (289)        | 974    |
| 20                | Ilianny Manzano     | CUB Cuba           | 9 (196)               | 2:31.48 (246)      | DNS (0)             | 15:13.34 (387)        | 829    |
| 21                | Dashalia Mendoza    | ECU Equador        | 11 (214)              | 2:19.89 (281)      | EL (0)              | 16:34.33 (306)        | 801    |
| 22                | Yoselin Pedragosa   | URU Uruguai        | 2 (133)               | 2:52.04 (184)      | DNS (0)             | 16:49.94 (291)        | 608    |